# Chàng trai năm ấy
Chàng trai năm ấy (tựa tiếng Anh: Dandelion: bồ công anh) là một bộ phim chiếu rạp VN năm 2014 do Nguyễn Quang Huy làm đạo diễn, với sự tham gia của các diễn viên chính Sơn Tùng M-TP, Hari Won, Ngô Kiến Huy, Phạm Quỳnh Anh, Hứa Vĩ Văn. Phim dựa trên cuốn tự truyện Bắt đầu từ một kết thúc nói về cuộc đời của nam ca sĩ bạc mệnh Wanbi Tuấn Anh.
Ca khúc nhạc phim Chắc ai đó sẽ về do Sơn Tùng M-TP thể hiện đã được phát hành trực tuyến vào ngày 24 tháng 10 năm 2014. Tuy nhiên nghi vấn ca khúc này đạo nhạc một ca khúc nhạc phim Hàn Quốc khác đã kéo theo việc ngày phát hành của bộ phim bị dời từ ngày 14 tháng 11 năm 2014 sang ngày 31 tháng 12 năm 2014 ở VN.
Phim nhận được phản hồi tích cực và có doanh thu thương mại tốt tại thị trường Việt Nam. Sau 4 ngày công chiếu, phim đã đạt doanh thu 30 tỷ đồng (khoảng 1,41 triệu USD). Sau này phim thu về 60 tỷ đồng.

## Nội dung
Chàng trai năm ấy kể về Đình Phong (Sơn Tùng M-TP) và những người bạn có một không hai: Ngô Kiến Hà (Ngô Kiến Huy) nhí nhố, ngây ngô, Phạm Quỳnh Băng (Phạm Quỳnh Anh) điệu đà với slogan "Chả sợ gì, chỉ sợ già", Sky (Hari Won) - một cô gái người Hàn Quốc vui nhộn, quản lý Lâm (Hứa Vĩ Văn) - một người vô cùng tham tiền.
Bố của Phong (Quang Thắng) lâm bệnh nặng và qua đời sau một thời gian nhập viện. Ước muốn của ông là đến khi chết vẫn cười, và ăn thịt chó trước khi lìa đời vì "đến lúc chết không có thịt chó mà ăn". Phong vẫn tiếp tục sự nghiệp ca hát sau khi bố qua đời và ước mơ làm một liveshow của riêng mình, nhưng ước mơ đó bị quản lý Lâm ngăn cản và Lâm ép Phong làm diễn viên.
Trong buổi casting, Phong bị đau mắt. Đến bệnh viện, anh được chẩn đoán u lành trong tuyến yên và phải nhập viện một thời gian. Mẹ của Phong (Khánh Huyền) cấm không cho đi hát nữa nhưng Phong vì đam mê ca hát vẫn cố tình trốn ra khỏi bệnh viện và tham gia các buổi biểu diễn. Sau khi Phong xuất viện, Lâm nhận được thông báo của bác sĩ về bệnh tình của Phong. Phong bị ung thư tuyến yên, chỉ còn sống được tối đa là 5 năm.
Biết về bệnh tình, Phong mặc dù rất tuyệt vọng nhưng vẫn cố gắng sống cuộc đời tươi trẻ. Trong liveshow cuối cùng, Phong tiết lộ với khán giả rằng chính Lâm là người cất giấu toàn bộ số tiền của anh và che giấu bệnh tình để anh được đi hát, nhưng làm vì ý nguyện của anh. Hà nổi giận đánh Lâm, và họ đều khóc.
Trước đó, Phong và Lâm gặp nhau trên cây cầu, Phong đã nói: "Em không quan tâm mình sống được bao lâu nữa, nhưng khi nào em còn sống, hãy cho em sống vui nhất có thể, hạnh phúc nhất có thể, và được nhìn thấy người thân của em lâu nhất có thể và cho em hát lâu nhất có thể". Phong đã không chữa bệnh vì không hề muốn nhìn người thân đau khổ vì mình. Chi tiết này có thể tương đồng với hành động trong ngày cuối đời của ca sĩ Wanbi Tuấn Anh khi anh quyết định xuất viện.
Sau một thời gian chống chọi với căn bệnh ung thư tuyến yên, Phong qua đời trong sự tiếc nuối của bạn bè và người hâm mộ. Một thời gian sau, bạn bè Phong viếng anh tại chùa. Mẹ Phong mở quán lẩu cua như ý muốn, Lâm để lại tiền của Phong cho trẻ em gặp khó khăn, Hà và Băng có con, và nhiều năm sau Sky lấy chồng.
Trong phần cảnh hậu danh đề, Quang Huy (Don Nguyễn) giới thiệu bạn trai (Harry Lu) với ba mẹ anh như lời Phong đã khuyên, nói với họ rằng hai anh chàng đã yêu nhau 3 năm. Cô gái bán trà sữa bị câm kể lại cảm nghĩ của bản thân về Phong, rằng anh là người hiểu cô và giúp cô xóa đi khoảng cách.

## Diễn viên
- Sơn Tùng M-TP vai Đình Phong
- Hari Won vai Sky
- Phạm Quỳnh Anh vai Phạm Quỳnh Băng
- Ngô Kiến Huy vai Ngô Kiến Hà
- Hứa Vĩ Văn vai Lâm
- Quang Thắng vai bố của Phong
- Khánh Huyền vai mẹ của Phong
- Will vai Tuấn Kiệt
- Thành Lộc vai đạo diễn phim
- Nguyễn Hồng Ân vai nữ diễn viên
- Gee Trương vai cô gái bán trà sữa
- Hà Linh vai bác sĩ
- Mai Thế Hiệp vai bác sĩ
- Petey Majik Nguyễn vai bác sĩ bên Singapore
- Don Nguyễn vai Quang Huy
- Harry Lu vai bạn trai của Quang Huy
- Tấn Thi vai ba của Quang Huy
- Hoài An vai mẹ của Quang Huy
- Ngọc Tưởng vai chồng của Sky

Các khách mời khác
- Trịnh Thăng Bình
- Nguyên Khang
- Bảo Anh
- Trung Quân Idol
- Khổng Tú Quỳnh
- Hoàng Tôn
- Phạm Hồng Phước
- Quốc Thiên
- Minh Hằng

## Sản xuất
Ngày 12 tháng 6 năm 2014, hãng sản xuất phim WePro công bố dự án thực hiện bộ phim Chàng trai năm ấy lấy cảm hứng từ cuộc đời của cố nam ca sĩ trẻ Wanbi Tuấn Anh. Sau khi hoàn tất phần kịch bản, chọn diễn viên, đồng thời nhận được sự đồng ý của gia đình Wanbi Tuấn Anh, đoàn làm phim Chàng trai năm ấy mới chính thức tiết lộ về bộ phim này. Bộ phim bắt đầu bấm máy vào ngày 15 tháng 6, được quay trong 8 tuần tại các bối cảnh ở TP.HCM, Nha Trang và Singapore. Sau khi đóng máy, phim sẽ bước vào giai đoạn hậu kỳ và dự kiến ra mắt khán giả vào tháng 11 năm 2014.
Lần đầu tiên tham gia một bộ phim, Sơn Tùng M-TP cho biết sẽ thể hiện nhân vật bằng chính những cảm nhận, sự trân trọng của mình với người đã mất. Nói về bộ phim, đạo diễn Nguyễn Quang Huy cho biết: "Chàng trai năm ấy hướng đến một góc nhìn đa chiều và hài hước về cuộc sống của những người trẻ hiện đại với màu sắc gần gũi. Tác phẩm này là dành cho tất cả mọi người, đặc biệt là những con người trẻ căng tràn sức sống cùng ước mơ, hoài bão, nhiệt huyết và đam mê". Lý Minh Tùng - cựu quản lý của nam ca sĩ Wanbi Tuấn Anh chia sẻ: "Tôi hi vọng các khán giả xem phim đừng quá bận tâm rằng nhân vật chính giống Wanbi nhiều hay ít, mà hãy cảm nhận được tinh thần của nhân vật, hay chính xác là quan niệm sống lạc quan, vượt trên số phận của Wanbi, đó mới là điều quan trọng nhất".
Chia sẻ về quá trình quay phim, Sơn Tùng M-TP nói rằng: "Những cảnh khóc gần rút cạn năng lượng của tôi, đặc biệt là cảnh quay trên cầu Mống, tôi phải quay từ 6 giờ sáng đến 6 giờ tối chỉ đúng một cảnh, mà quay một ngày vẫn chưa được nên ngày hôm sau lại tiếp tục quay từ 6 giờ sáng đến 3 giờ chiều. Rồi cảnh quay ở Nha Trang, có đoạn mọi người diễn và tôi ngồi thấp thoáng phía xa. Tôi ngồi đó một mình, quay 18 take nhé, và tôi phải ngồi một chỗ đúng 18 take luôn. Tham gia Chàng trai năm ấy xong rồi gầy guộc hết cả người và đen thui như một con ma".

## Âm nhạc
Album bao gồm 3 đĩa đơn đã được phát hành bao gồm "Chắc ai đó sẽ về" và "Không phải dạng vừa đâu", đã được Sơn Tùng phát hành dưới dạng đĩa đơn quảng bá của album m-tp M-TP phát hành sau đó, "Hạnh phúc mới" đã được Hari Won đưa vào danh sách của album Collection Album.
Ca khúc chủ đề của phim, "Chắc ai đó sẽ về" là ca khúc nhạc phim đầu tay của Sơn Tùng M-TP do chính anh sáng tác và thể hiện. Ca khúc được giới thiệu là: "Một bản nhạc mang bầu tâm sự da diết với chất liệu cảm xúc hồi tưởng, lôi kéo người xem vào những khung cảnh tươi đẹp của nhân vật Đình Phong cùng nhóm bạn và gia đình trước khi bi kịch cuộc đời ập đến".
Ca khúc thứ hai của phim mang tên "Không phải dạng vừa đâu" dựa trên câu nói cửa miệng của nhân vật Đình Phong nhưng nội dung bài hát lại nói về sự khởi đầu của Sơn Tùng M-TP khi ở underground.
Ca khúc thứ ba của phim, "Hạnh phúc mới" do Phạm Quỳnh Anh và Hari Won thể hiện bằng hai ngôn ngữ Việt và Hàn.
Ca khúc thứ tư, "Nụ cười còn mãi" là sáng tác cuối cùng của Wanbi Tuấn Anh trước khi qua đời, bài hát được phát trong đoạn credits của phim.

## Phát hành
Áp phích và trailer chính thức của bộ phim được ra mắt vào ngày 8 tháng 9 năm 2014. Ban đầu, phim được dự kiến phát hành vào ngày 14 tháng 11 năm 2014. Tuy nhiên, ngày 11 tháng 11, Galaxy Studio và WePro Entertainment, hai hãng sản xuất phim, đã quyết định lùi ngày công chiếu nhưng không cho biết rõ ngày cụ thể. Thông cáo báo chí được đưa ra cho biết lý do của việc hoãn này là "vì vấn đề liên quan đến bài hát trong phim Chắc ai đó sẽ về do ca sĩ Sơn Tùng thể hiện". Nhà sản xuất cũng cho biết: "Chúng tôi sẽ tổ chức họp báo sớm nhất có thể và sẽ trả lời thẳng thắn, không né tránh mọi câu hỏi liên quan đến sự cố này".
Sáng ngày 5 tháng 12 năm 2014, Hội đồng thẩm định của Bộ Văn hóa Thể thao và Du lịch Việt Nam thống nhất rằng ca sĩ Sơn Tùng M-TP phải thay phần beat ca khúc "Chắc ai đó sẽ về" thì bộ phim mới được phát hành vì có sự giống nhau nhất định với ca khúc "Because I miss you". Ngay sau đó, hãng sản xuất Galaxy Studio đã công bố ngày phát hành mới của phim là 31 tháng 12 năm 2014.
Ca khúc nhạc phim thứ hai "Hạnh phúc mới" do Phạm Quỳnh Anh và Hari Won thể hiện được phát hành ngày 9 tháng 1 năm 2015. Cùng lúc, bộ phim được dự kiến tiếp tục chiếu đến dịp Tết Nguyên Đán 2015 để đáp ứng lượng khán giả đông đảo.
Cùng năm 2015, kênh chính thức của WePro trên YouTube đã đăng 4 phần của bộ phim và cũng thu hút rất nhiều lượt xem.

## Phản hồi

### Doanh thu phòng vé
Chỉ trong ngày đầu ra mắt, Chàng trai năm ấy đạt mức doanh thu 6 tỷ đồng - con số khá cao với các phim Việt. Đến hết ngày 4 tháng 1, phim đón khoảng 400.000 lượt khán giả tại các cụm rạp trên toàn quốc. Với hơn 3.000 suất chiếu, Chàng trai năm ấy đạt doanh thu hơn 30 tỷ đồng. Hầu như các hệ thống rạp chiếu lớn trên khắp cả nước đều dành đa số suất chiếu và phòng chiếu lớn trong ngày cho bộ phim. Ở những rạp chiếu đông khách, lịch chiếu Chàng trai năm ấy rất dày đặc, gần như cách 30 phút là có một suất chiếu bộ phim. Theo thông tin từ các rạp chiếu, Chàng trai năm ấy trở thành lựa chọn hàng đầu của khán giả trong dịp Tết Dương Lịch 2015, khi các suất chiếu của phim đều đầy rạp. Ghi nhận về phản hồi của khán giả, hầu hết đều bất ngờ, thích thú và rơi nước mắt khi theo dõi bộ phim. Đạo diễn Quang Huy trực tiếp đi xem bộ phim ở nhiều rạp để cảm nhận hiệu ứng khán giả và nhận xét: "Điều khiến tôi hài lòng nhất là hầu như toàn bộ những phản hồi của khán giả đều khen ngợi dàn diễn viên".
Đến thứ 6, ngày 9 tháng 1 năm 2015, đạo diễn Quang Huy xác nhận tổng doanh thu phim đã đạt hơn 42 tỷ đồng sau một tuần ra rạp. Sau này phim thu về 60 tỷ đồng.

### Phản hồi chuyên môn
Nhìn chung, Chàng trai năm ấy nhận được phần lớn lời khen ngợi, đặc biệt là từ lứa tuổi teen, trong đó nhiều người dành lời khen cho phần nhạc phim. Tuy nhiên, một bộ phận khán giả vẫn không đánh giá cao chất lượng bộ phim và chờ đợi một điều gì đó mới hơn, hấp dẫn hơn ở đạo diễn Quang Huy trong những tác phẩm sau.
Sau khi bộ phim được phát hành, một số khán giả nhận xét bộ phim đã khắc họa có phần khác biệt, thậm chí sai lệch hình tượng của Wanbi Tuấn Anh. Lý Minh Tùng, quản lý và cũng là người chắp bút cuốn tự truyện của nam ca sĩ cũng cho rằng đạo diễn "không dành trọn vẹn "cái tình" cho Wanbi như những gì đã hứa khi bắt tay chuyển thể cuốn tự truyện về Wanbi". Ông cho rằng "Cách lý giải "chỉ lấy cảm hứng" hay tuyên bố "Chàng trai năm ấy không phải là phim về Wanbi Tuấn Anh", theo tôi là lời bào chữa vô cùng thông minh của đạo diễn Quang Huy, nhưng lại thiếu trách nhiệm, thiếu tôn trọng Wanbi". Trong dòng giới thiệu và trên áp phích phim đã cho thấy phim được chuyển thể từ cuốn tự truyện, nhân vật Đình Phong được đạo diễn "sao chép" đến 80% những chi tiết có thật từ cuộc đời Wanbi nên không thể nói phim chỉ lấy cảm hứng được. Phim có nhiều chi tiết hư cấu xúc phạm người đã khuất, như việc bố của Đình Phong ăn và có câu "tuyên ngôn" về thịt chó ngay trên giường bệnh, hay việc Đình Phong có thái độ xấc xược với đàn anh, cầu xin lòng hảo tâm và sự thương hại của khán giả, đồng nghiệp trong đêm nhạc tự tổ chức để quyên góp tiền trị bệnh. Ông Tùng cho biết ngay từ đầu, ông đã thống nhất với đạo diễn có thể sáng tạo các nhân vật, tình tiết, nhưng phải tôn trọng mọi chi tiết liên quan đến nhân vật Đình Phong và gia đình của nhân vật. Cuối cùng, ông cho rằng đạo diễn phải lên tiếng xin lỗi chính thức những hư cấu gây ảnh hưởng hình ảnh nam ca sĩ. Tuy nhiên, với "tư cách khán giả", ông Tùng cho rằng đây là một bộ phim giàu cảm xúc và có nhiều điểm cộng. Ông cũng dành lời khen cho dàn diễn viên của phim.
Báo Giáo dục Việt Nam nhận xét bộ phim đưa nguyên câu chuyện cuộc đời của ca sĩ Wanbi Tuấn Anh mà thiếu sáng tạo khiến phim thiếu hấp dẫn, cách xây dựng nhân vật không thuyết phục, nhiều nhân vật thừa, diễn xuất "kịch", chỉ có Sơn Tùng M-TP là có diễn xuất ổn nhất, góc quay không hợp lý mà "đậm chất ca nhạc", dựng phim gây cảm giác chắp vá... Tác giả bài báo chỉ ca ngợi duy nhất việc sử dụng ca khúc "Chắc ai đó sẽ về" một cách hợp lý và xuyên suốt trong phim.
Trái ngược, một tác giả của báo Tiin ca ngợi diễn xuất của dàn diễn viên trong phim, đặc biệt là sự "có hồn" của Sơn Tùng M-TP, vốn là ca sĩ, có nhiều chi tiết hài hước, phần hình ảnh tốt, có những góc quay đủ sáng đủ sâu, ngoại cảnh đẹp. Phim có sự mạch lạc, "đủ hài đủ bi", có kịch bản tuyến tính và dễ đoán, cách kể nhẹ nhàng, tinh tế, lắng đọng, buồn nhưng không quá bi lụy. Tác giả bài báo cũng ca ngợi loạt ca khúc xuất hiện trong phim ngoài "Chắc ai đó sẽ về". Tuy nhiên, cũng như bài báo trên, cây bút này cho rằng phim có mở đầu chậm chạp, lan man, một số nhân vật phụ hoàn toàn không có vai trò gì.
Trước những phản hồi trên, Sơn Tùng M-TP cho biết: "Tôi chấp nhận, vì tôi cũng có fan nên tôi hiểu được cảm giác fan dành cho thần tượng là thế nào. Khi nghe người khác vào một vai diễn lấy cảm hứng từ câu chuyện có thật của thần tượng mình, người ta có quyền hi vọng, kiểu như nhân vật đó sẽ giống anh Wanbi, có nụ cười như anh Wanbi, rồi vóc dáng, tinh thần... đều giống anh Wanbi cả. Tôi hiểu, nên khi nghe những lời ấy, tôi đã nói với anh Quang Huy rằng tôi chấp nhận, và anh Huy cũng bảo tôi nên chấp nhận, bởi tôi không thể nào là anh Wanbi được".